# Saulė

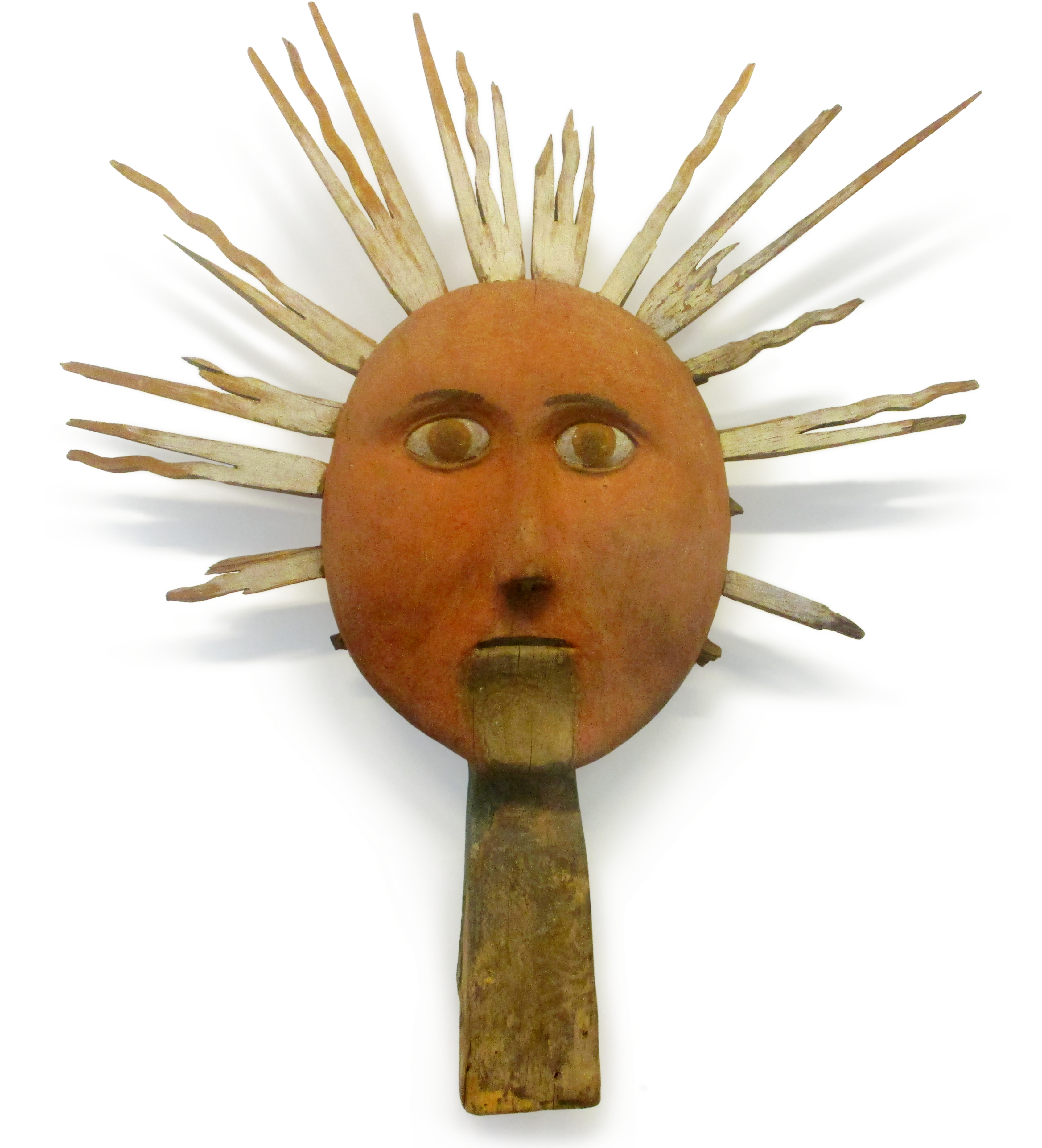
Saulė

Saulė var solens gudinna i den lettiska och litauiska mytologin. Hon var som sådan även fruktbarhetens, livets och hälsans gudinna. Saule var de svagas, särskilt de föräldralösa barnens beskyddare, och beteckningen för världen var samma ord som "En plats under solen". 
Saulė var enligt sägnen gift med månguden Mēness. När hennes make förälskade sig i morgonstjärnans gudinna Aušrinė, bestraffades han av åskguden Perkūnas genom att varje månad delas, vilket är förklaringen till månens faser. En annan version hävdar att månen skadades av Saulė själv eller av den högste guden Dievas. Enligt en annan sägen var solen och månen föräldrar till jordens gudinna Žemyna, och efter sin skilsmässa besökte de henne vid skilda tillfällen, vilket skapade dygnsrytmen. Ytterligare en myt beskriver Aušrinė som Saules dotter; varje morgon tänder hon Saules eld och gör henne redo för hennes färd över himmeln, och gör i ordning hennes säng inför natten. Saule var också planeternas moder. 
Saulė betraktades som en av de högsta gudarna och dyrkades med stor vördnad bland balterna. Under sommarsolståndet hölls en festival till hennes ära, och under vintersolståndet ännu en, då hennes återkomst efter vintern firades.  Båda dessa högtider firades med stora bål till hennes ära. Efter kristnandet gjordes vinterhögtiden om till julen av kyrkan.  